# Porozumienie z Hoyvík
Porozumienie z Hoyvík (isl. Hoyvíkursamningurinn, far. Hoyvíkssáttmálin) jest traktatem o wolnym handlu, zawartym pomiędzy Wyspami Owczymi a Islandią 31 sierpnia 2005 roku w miejscowości Hoyvík, znajdującej się na wyspie Streymoy, która należy do archipelagu Wysp Owczych. Miasto to leży niedaleko stolicy Wysp, Thorshavn i jest czasem uznawane za jego część.
Traktat ten ma bardzo szeroki zakres, jest wręcz uznawany za jeden z najobszerniejszych, jakie dotychczas podpisano w historii. Gwarantuje swobodny przepływ dóbr, usług, osób oraz kapitału. Traktat mówi też o kompetencjach i ustępstwach rządów, a także zakazuje jakiejkolwiek dyskryminacji, opartej na narodowości, chyba że zostało to uwzględnione w porozumieniu. Jest to bardzo unikatowy dla Islandii traktat, który wprowadza zasady wolnego handlu na towary spożywcze, w których gestii rząd tego kraju był bardzo zachowawczy do tej pory.
Oba kraje w swej gospodarce bazują na rybołówstwie, toteż posiada ono specjalny status, określony w Porozumieniu z Hoyvík. Zniesione nie zostały wszelkie ustalenia wewnętrzne krajów podpisujących porozumienie, mające na celu chronić ten sektor gospodarki.
Poza wolnym handlem traktat wprowadził także zapewnienie o współpracy podpisujących go państw, w sprawach wspólnych dla obu tych krajów. Wzmiankowanymi sektorami tej współpracy były między innymi: kultura, edukacja, sport, opieka medyczna, transport, komunikacja, turystyka, ochrona środowiska, energetyka oraz zarządzanie surowcami naturalnymi.
Ratyfikacja traktatu nastąpiła w roku następnym. Farerski Løgting wprowadził go w życie w swym kraju 2 maja 2006, natomiast islandzki Althing 3 czerwca. 21 sierpnia zaś, na zebraniu Zachodniej Rady Nordyckiej oświadczono, że zgromadzenie zastanawia się nad wprowadzeniem Porozumienia z Hoyvík dla wszystkich trzech członków tejże Rady, co oznaczałoby włączenie Grenlandii i stworzenie zachodnionordyckiej strefy wolnego handlu.